# Майдан Руслан Леонідович
Руслан Леонідович Майдан (нар. 25 вересня 1989, село Великий Дальник Одеська область) — український футболіст, нападник.
У вищій лізі чемпіонату України дебютував 6 травня 2005 року в матчі «Кривбас» — «Волинь». Усього за «Волинь» зіграв 50 матчів, забив 2 голи.
19 вересня 2008 року «Волинь» розірвала контракт із гравцем, футболіст отримав статус вільного агента. Сезон 2009 провів у складі любительської команди «Зірка-Свобода» (Тернопіль), з якою переміг у чемпіонаті міста й став фіналістом Кубка Тернополя з футболу.
2010 року заявлений за аматорський клуб «Агро-Збруч» з смт Підволочиська Тернопільської області.